# Доброчин уговор
Доброчини уговори су они код којих једна страна не даје никакву накнаду за корист коју од друге стране добија (нпр. уговор о поклону, уговор о зајму без камате, уговор о послузи).
У теорији су улагани озбиљни напори да се дефинише јасан и прецизан критеријум доброчиних уговора.
1. Према субјективном схватању, одлучујуће је да ли постоји намера дарежљивости.
2. Према објективном схватању доброчин правни посао је онај према коме једно лице смањује своју имовину да би увећало имовину другог лица и то чини без икаквог еквивалента. Ако се прихвати објективно схватање онда се појам доброчиних уговора не може протегнути на уговор о бесплатној остави јер ту не долази до умањења или повећања имовине. За објашњење овог случаја може се употребити само субјективно схватање.
3. Према трећем, данас прихваћеном становишту схватању узимају се оба елемента – и субјективни и објективни. Тако је доброчин правни посао изјава воље којом једно лице на основу намере дарежљивости смањује своју имовину а повећава имовину другог лица. Доброцини уговори се даље могу поделити у две категорије: на оне којима се преноси својина (нпр. поклон) и оне који нису правни основ за пренос својине (нпр. послуга, остава – њима се не остварује непосредна имовинска корист.)

## Значај
1. При закључењу уговора код доброчиних уговора, није довољна проста сагласност воља већ је потребно испуњење форме.
2. Доброчини уговори се у начелу закључују intuitu personae, што значи да се уговор закључује с обзиром на својства једне личности.
3. Код неких доброчиних уговора кривица дужника се цени блаже него код теретних. Тако код уговора о остави без накнаде кривица се цени према стандарду бриге за сопствене ствари. Код уговора о остави с накнадом захтева се стандард пажње доброг домаћина.
4. Могућност раскида и поништења доброчиних уговора је већа него кад су у питачу теретни уговори.
5. Тужба  се другачије користи него кад је у питању теретан уговор.
6. Доброчин уговор треба увек тумачити у смислу који је мање тежак за дужника.
7. Различите су пореске стопе у финансијском праву у зависности од тога да ли се ради о теретном или доброчином уговору.